# Руслові утворення

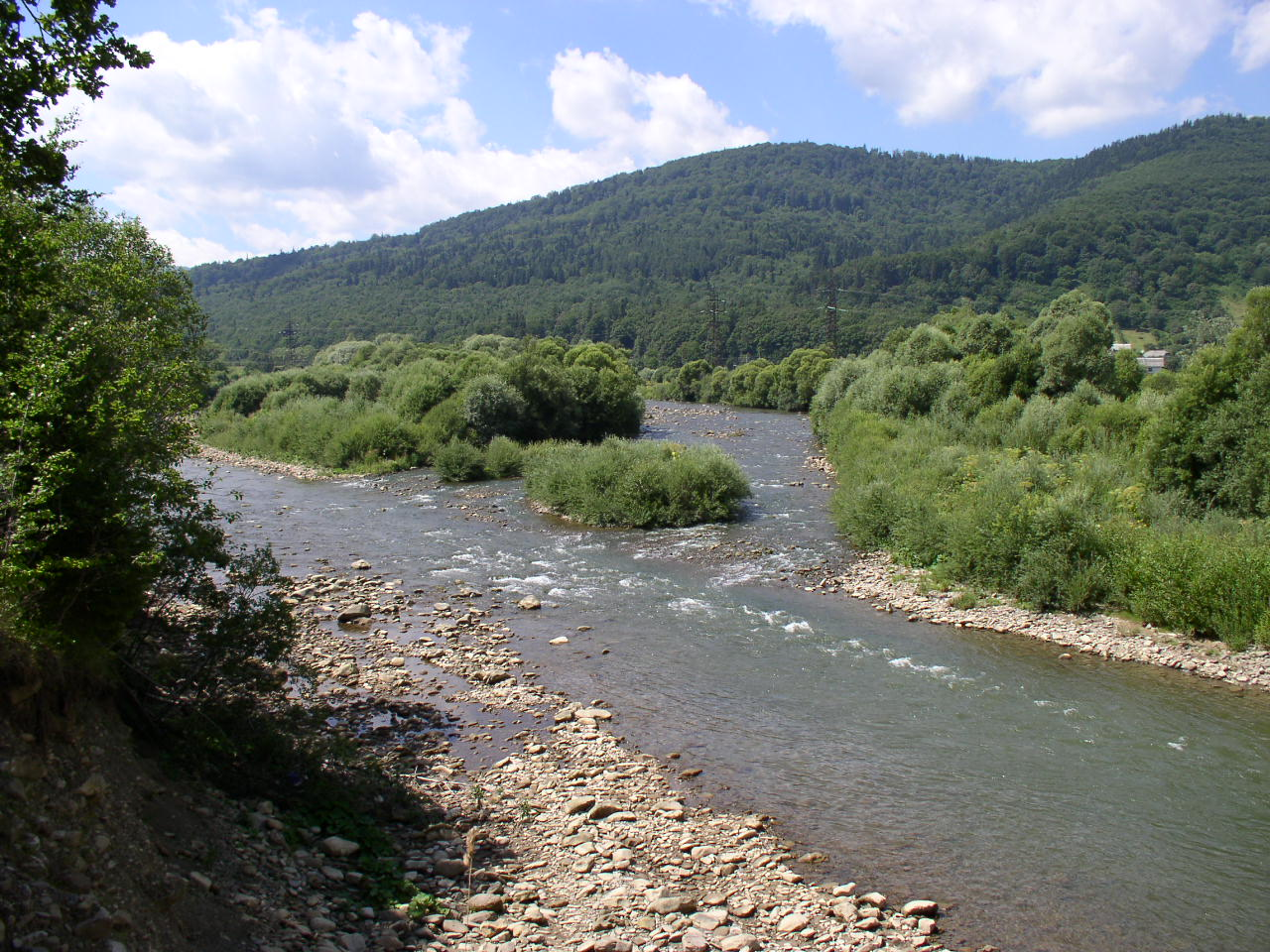
Річка Опір. На фото: перекати, прируслова мілина, річковий острів

Руслові́ утво́рення — рухомі та статичні форми руслового рельєфу, які виникли в результаті акумуляції наносів або розмиву ложа річки. 
В Україні з руслових утворень найпоширеніші такі: перекати, осередки (перетворюються на річкові острови), коси (перетворюються на прируслові вали), прируслові мілини, на яких під час паводків виникають гриви. 
До рухомих форм руслових утворень на річках з піщаним алювієм належать: піщані дюни, заструги, а також рябизна і рифлі (виникають на формах більшого розміру). До ерозійних утворень на ділянках бурхливої течії належать ями і корита перекатів, а також плеса (на рівнинних річках) і водобійні котли нижче порогів чи водоспадів (переважно на гірських річках). 